# 祝橋站
祝橋站（日语：／ Iwaibashi eki */?）是位於長崎縣北松浦郡吉井町，日本國有鐵道（國鐵）的世知原線車站，現已廢止。

## 歷史
此站原本是佐世保鐵道（後來為世知原線），於1933年（昭和8年）10月24日在佐佐至肥前吉井至世知原之間開通翌年開設此站。
在1968年（昭和43年），世知原線被指定為赤字83線。在1971年（昭和46年）12月26日，臼之浦線和世知原線一同廢止，此站也廢止。
- 1934年（昭和9年）2月11日 - 佐世保鐵道車站啟用。啟用當初的車站日文讀法為。
- 1936年（昭和11年）10月1日 - 隨著佐世保鐵道國有化，成為國鐵松浦線車站。車站日文讀法變為。
- 1945年（昭和20年）3月1日 - 路線名稱改為世知原線。
- 1970年（昭和45年）10月1日 - 成為無人車站（旅客部分）[1]。
- 1971年（昭和46年）
  - 4月1日 - 結束貨物、行李、小行李起卸業務。
  - 12月26日 - 世知原線廢止，此站廢止。

## 相鄰車站
日本國有鐵道
世知原線
肥前吉井－祝橋－世知原
在肥前吉井站與此站之間曾經設有御橋觀音站（於1944年（昭和19年）廢止）。

## 注腳
1. ↑   日本國有鐵道公示S45.10.1公425